# Markus Peters
Markus Peters (* 26. Juni 1965 in Köln) ist ein deutscher Journalist und Schriftsteller.

## Leben
Markus Peters studierte nach dem Abitur Politikwissenschaft an der Universität Köln und an der Freien Universität Berlin. Er leitete die „Literaturgruppe Rodenkirchen“ und war journalistisch für diverse Zeitschriften tätig. Von 1997 bis 1999 war er Chefredakteur der Bonner Stadtillustrierten „Schnüss“. Seit 2000 ist er Korrespondent des Deutschen Depeschendienstes. Er lebt in Köln.
Markus Peters ist Verfasser von Erzählungen, Gedichten und Rezensionen. Er ist Mitglied des Verbandes Deutscher Schriftsteller und der Deutschen Journalistinnen- und Journalisten-Union.

## Werke
- Eine Loreley in der Themse, Zürich 1984
- Eine Kalypso zuviel, Weilerswist 1994